# Academia Alemana de Lengua y Literatura

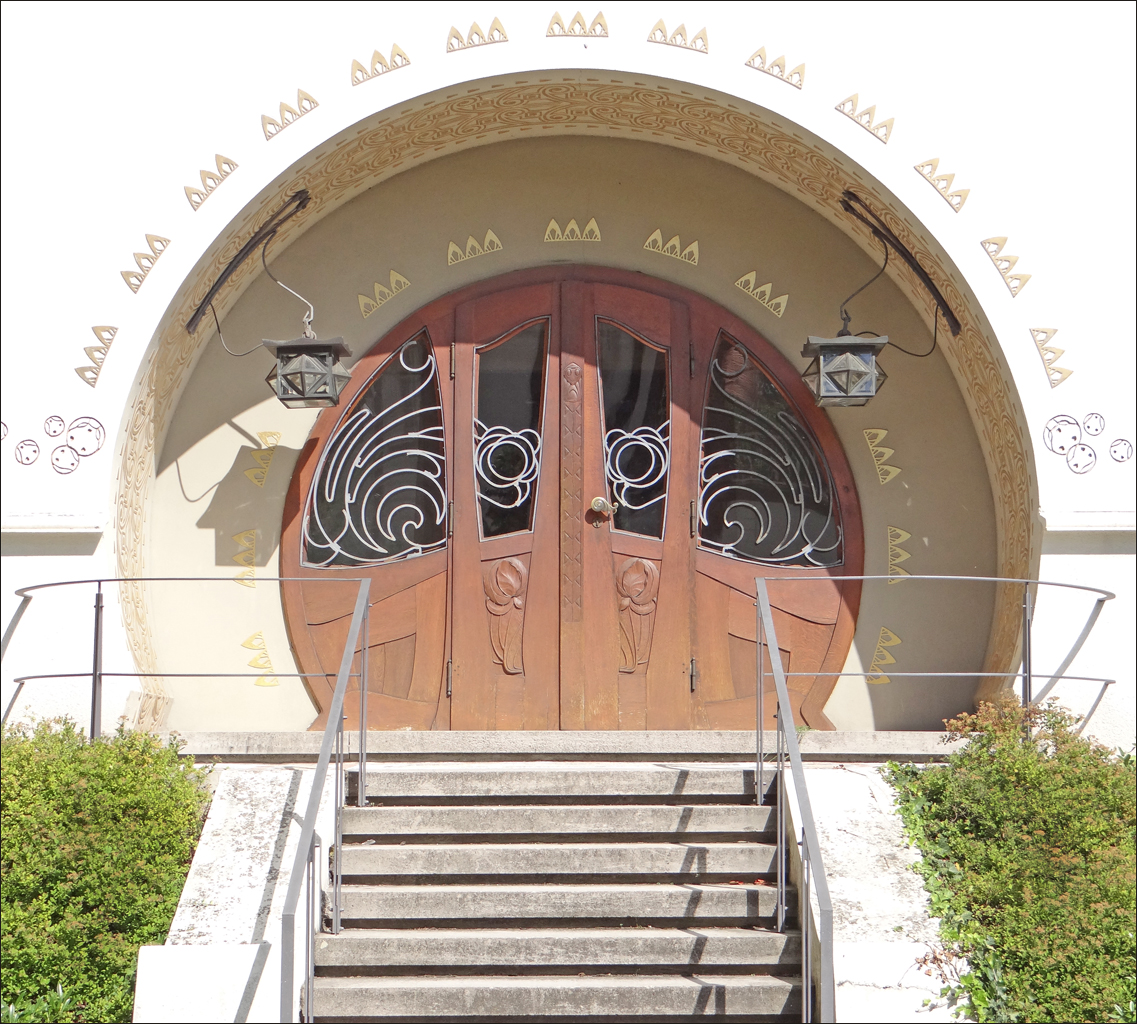
La grande maison Glueckert (Mathildenhöhe, Darmstadt)

La Academia Alemana de Lengua y Literatura (en alemán: Deutsche Akademie für Sprache und Dichtung, acrónimo DASD) es una institución alemana que nuclea escritores y eruditos con la misión de preservar, difundir y promover la lengua y literatura alemanas.
Fundada en la Paulskirche de Fráncfort del Meno el 28 de agosto de 1949, en ocasión del 200 aniversario del nacimiento de Johann Wolfgang von Goethe, tiene su sede en Darmstadt.
Se destaca especialmente por otorgar el Premio Georg Büchner a quienes se destaquen en el campo de la literatura alemana, así como el Johann-Heinrich-Voß-Preis für Übersetzung (traducción), el Friedrich-Gundolf-Preis (cultura alemana en el extranjero), el Johann-Heinrich-Merck-Preis (crítica y ensayística literaria) y el Sigmund-Freud-Preis für wissenschaftliche Prosa (textos académicos).